# Ligue des champions féminine de l'OFC 2025
Navigation
2024 2026
La Ligue des champions féminine de l'OFC 2025 est la troisième édition de la plus importante compétition inter-clubs océanienne de football féminin. Le vainqueur sera qualifié pour la première édition de la Coupe des champions féminine de la FIFA en 2026.
La compétition est organisée du 4 au 17 mai à Tahiti, dans les stades Pater et Fautaua.

## Participants
| Pays                      | Club                 | Participation | Meilleure performance    |
| ------------------------- | -------------------- | ------------- | ------------------------ |
| Îles Cook                 | Tupapa Maraerenga FC | 1re           | –                        |
| Fidji                     | Ba Women             | 1re           | –                        |
| Nouvelle-Zélande          | Auckland United      | 2e            | Vainqueur en 2024        |
| Papouasie-Nouvelle-Guinée | Hekari United        | 3e            | Deuxième en 2023 et 2024 |
| Îles Salomon              | Henderson Eels       | 2e            | Phase de groupes en 2024 |
| Tahiti                    | AS Pirae             | 1re           | –                        |
| Samoa américaines         | PanSa                | 1re           | –                        |
| Vanuatu                   | Penama Tigers        | 1re           | –                        |

Les Penama Tigers se retirent la veille de la compétition.

## Calendrier
| Nom                           | Tirage au sort | Date                               | Équipes participantes |
| ----------------------------- | -------------- | ---------------------------------- | --------------------- |
| Phase de groupes              |                |                                    |                       |
| Journée 1 Journée 2 Journée 3 | 19 mars        | 4 et 5 mai 7 et 8 mai 10 et 11 mai | 7                     |
| Phase finale                  |                |                                    |                       |
| Demi-finales                  | -              | 14 mai                             | 4                     |
| Finale                        | -              | 17 mai                             | 2                     |

## Format et tirage au sort
Les huit équipes sont divisées en deux groupes dans lesquels elles s'affrontent chacune une fois. Les deux meilleures équipes sont qualifiées pour les demi-finales. Le tirage au sort a lieu le 20 mars 2025.

## Phase de groupes
Légende des classements
- Qualifié pour les demi-finales

Légende des résultats
- Victoire
- Match nul
- Défaite

### Groupe A
| Rang | Équipe            | Pts | J | G | N | P | Bp | Bc | Diff |  | Résultats         |  |     |     |
| ---- | ----------------- | --- | - | - | - | - | -- | -- | ---- |  | ----------------- |  | --- | --- |
| 1    | Ba Women          | 6   | 2 | 2 | 0 | 0 | 5  | 1  | +4   |  | Ba Women          |  | 2-0 | 3-1 |
| 2    | Henderson Eels    | 3   | 2 | 1 | 0 | 1 | 5  | 2  | +3   |  | Henderson Eels    |  |     | 5-0 |
| 3    | Tupapa Maraerenga | 0   | 2 | 0 | 0 | 2 | 1  | 8  | -7   |  | Tupapa Maraerenga |  |     |     |

| 4 mai 2025        | Henderson Eels                               | 5 - 0   | Tupapa Maraerenga | Stade Fautaua, Papeete                    |                                           |
| 12 h 00 UTC−10:00 | Pegi 27e · Arukau 36e 40e 60e · Gitoli 90+9e | (3 - 0) |                   | Spectateurs : 200 Arbitrage : Sarah Jones | Spectateurs : 200 Arbitrage : Sarah Jones |
| 12 h 00 UTC−10:00 | Rapport                                      |         |                   | Spectateurs : 200 Arbitrage : Sarah Jones | Spectateurs : 200 Arbitrage : Sarah Jones |

| 7 mai 2025        | Ba Women                    | 2 - 0   | Henderson Eels | Stade Fautaua, Papeete                     |                                            |
| 12 h 00 UTC−10:00 | Likuculacula 65e · Naio 68e | (0 - 0) |                | Spectateurs : 200 Arbitrage : Beth Rattray | Spectateurs : 200 Arbitrage : Beth Rattray |
| 12 h 00 UTC−10:00 | Rapport                     |         |                | Spectateurs : 200 Arbitrage : Beth Rattray | Spectateurs : 200 Arbitrage : Beth Rattray |

| 10 mai 2025       | Tupapa Maraerenga | 1 - 3   | Ba Women                             | Stade Fautaua, Papeete                            |                                                   |
| 12 h 00 UTC−10:00 | Kermode 79e       | (0 - 3) | 4e 23e Likuculacula · 22e Rasovasova | Spectateurs : 200 Arbitrage : Anna-Marie Keighley | Spectateurs : 200 Arbitrage : Anna-Marie Keighley |
| 12 h 00 UTC−10:00 | Rapport           |         |                                      | Spectateurs : 200 Arbitrage : Anna-Marie Keighley | Spectateurs : 200 Arbitrage : Anna-Marie Keighley |

### Groupe B
| Rang | Équipe          | Pts | J | G | N | P | Bp | Bc | Diff |  | Résultats       |  |     |      |      |
| ---- | --------------- | --- | - | - | - | - | -- | -- | ---- |  | --------------- |  | --- | ---- | ---- |
| 1    | Auckland United | 9   | 3 | 3 | 0 | 0 | 24 | 1  | +23  |  | Auckland United |  | 2-1 | 11-0 | 11-0 |
| 2    | Hekari United   | 6   | 3 | 2 | 0 | 1 | 15 | 2  | +13  |  | Hekari United   |  |     | 2-0  | 12-0 |
| 3    | AS Pirae        | 3   | 3 | 1 | 0 | 2 | 6  | 13 | -7   |  | AS Pirae        |  |     |      | 6-0  |
| 4    | PanSa           | 0   | 3 | 0 | 0 | 3 | 0  | 29 | -29  |  | PanSa           |  |     |      |      |

| 5 mai 2025        | PanSa   | 0 - 12  | Hekari United                                                                                       | Stade Pater Te Hono Nui, Pirae             |                                            |
| 12 h 00 UTC−10:00 |         | (0 - 7) | 4e 66e 75e Padio · 16e 18e 25e 27e 90e Kaipu · 21e Maneo · 45e Butubu · 60e Bakaniceva · 63e Elipas | Spectateurs : 200 Arbitrage : Shama Maemae | Spectateurs : 200 Arbitrage : Shama Maemae |
| 12 h 00 UTC−10:00 | Rapport |         | | Spectateurs : 200 Arbitrage : Shama Maemae | Spectateurs : 200 Arbitrage : Shama Maemae |

| 5 mai 2025        | AS Pirae | 0 - 11  | Auckland United                                                                         | Stade Pater Te Hono Nui, Pirae                |                                               |
| 15 h 00 UTC−10:00 |          | (0 - 8) | 6e 8e 19e 42e 45e Benson · 10e 38e Canham · 45e Pritchard · 74e 90e Dugan · 90+6e Roche | Spectateurs : 250 Arbitrage : Anahí Fernández | Spectateurs : 250 Arbitrage : Anahí Fernández |
| 15 h 00 UTC−10:00 | Rapport  |         |                                                                                         | Spectateurs : 250 Arbitrage : Anahí Fernández | Spectateurs : 250 Arbitrage : Anahí Fernández |

| 8 mai 2025        | Hekari United | 1 - 2   | Auckland United             | Stade Pater Te Hono Nui, Pirae                |                                               |
| 12 h 00 UTC−10:00 | Waida 90e     | (0 - 1) | 42e Granger · 55e Pritchard | Spectateurs : 200 Arbitrage : Anahí Fernández | Spectateurs : 200 Arbitrage : Anahí Fernández |
| 12 h 00 UTC−10:00 | Rapport       |         |                             | Spectateurs : 200 Arbitrage : Anahí Fernández | Spectateurs : 200 Arbitrage : Anahí Fernández |

| 8 mai 2025        | AS Pirae                                                      | 6 - 0   | PanSa | Stade Pater Te Hono Nui, Pirae             |                                            |
| 15 h 00 UTC−10:00 | Tamarii 9e 25e 79e · Vivish 25e · Rua 42e (pen.) · Warren 47e | (4 - 0) |       | Spectateurs : 500 Arbitrage : Torika Delai | Spectateurs : 500 Arbitrage : Torika Delai |
| 15 h 00 UTC−10:00 | Rapport                                                       |         |       | Spectateurs : 500 Arbitrage : Torika Delai | Spectateurs : 500 Arbitrage : Torika Delai |

| 11 mai 2025       | Auckland United                                                                                       | 11 - 0  | PanSa | Stade Pater Te Hono Nui, Pirae               |                                              |
| 12 h 00 UTC−10:00 | Knott 6e 21e 32e 62e · Philpot 23e · A. Vosper 40e · Vlok 51e 85e 90e · S. Vosper 81e · McConnell 89e | (5 - 0) |       | Spectateurs : 200 Arbitrage : Jovita Ambrose | Spectateurs : 200 Arbitrage : Jovita Ambrose |
| 12 h 00 UTC−10:00 | Rapport                                                                                               |         |       | Spectateurs : 200 Arbitrage : Jovita Ambrose | Spectateurs : 200 Arbitrage : Jovita Ambrose |

| 11 mai 2025       | Hekari United          | 2 - 0   | AS Pirae | Stade Pater Te Hono Nui, Pirae             |                                            |
| 15 h 00 UTC−10:00 | Butubu 39e · Waida 45e | (2 - 0) |          | Spectateurs : 300 Arbitrage : Torika Delai | Spectateurs : 300 Arbitrage : Torika Delai |
| 15 h 00 UTC−10:00 | Rapport                |         |          | Spectateurs : 300 Arbitrage : Torika Delai | Spectateurs : 300 Arbitrage : Torika Delai |

## Demi-finales
| 14 mai 2025       | Ba Women                 | 1 - 6   | Hekari United                                       | Stade Pater Te Hono Nui, Pirae                    |                                                   |
| 11 h 00 UTC−10:00 | Tamanitoakula 44e (pen.) | (1 - 1) | 5e 54e 58e Elipas · 52e 69e Kaipu · 85e (pen.) Pala | Spectateurs : 200 Arbitrage : Anna-Marie Keighley | Spectateurs : 200 Arbitrage : Anna-Marie Keighley |
| 11 h 00 UTC−10:00 | Rapport                  |         |                                                     | Spectateurs : 200 Arbitrage : Anna-Marie Keighley | Spectateurs : 200 Arbitrage : Anna-Marie Keighley |

| 14 mai 2025       | Auckland United                                          | 6 - 1   | Henderson Eels | Stade Pater Te Hono Nui, Pirae                |                                               |
| 15 h 00 UTC−10:00 | Dugan 3e · Benson 5e 18e 28e · Pritchard 7e · Canham 47e | (5 - 1) | 26e Pegi       | Spectateurs : 200 Arbitrage : Anahí Fernández | Spectateurs : 200 Arbitrage : Anahí Fernández |
| 15 h 00 UTC−10:00 | Rapport                                                  |         |                | Spectateurs : 200 Arbitrage : Anahí Fernández | Spectateurs : 200 Arbitrage : Anahí Fernández |

## Finale
| 17 mai 2025       | Hekari United | 0 - 1   | Auckland United | Stade Pater Te Hono Nui, Pirae                |                                               |
| 14 h 00 UTC−10:00 |               | (0 - 1) | 26e Canham      | Spectateurs : 300 Arbitrage : Anahí Fernández | Spectateurs : 300 Arbitrage : Anahí Fernández |
| 14 h 00 UTC−10:00 | Rapport       |         |                 | Spectateurs : 300 Arbitrage : Anahí Fernández | Spectateurs : 300 Arbitrage : Anahí Fernández |

## Statistiques individuelles
|    | Joueuse                  | Club            | Buts |
| -- | ------------------------ | --------------- | ---- |
| 1. | Zoe Benson               | Auckland United | 8    |
| 2. | Marie Kaipu (en)         | Hekari United   | 7    |
| 3. | Danielle Canham          | Auckland United | 4    |
| 3. | Nenny Elipas             | Hekari United   | 4    |
| 3. | Chloe Knott              | Auckland United | 4    |
| 6. | Madeline Arukau          | Henderson Eels  | 3    |
| 6. | Tupelo Dugan             | Auckland United | 3    |
| 6. | Koleta Likuculacula (en) | Ba Women        | 3    |
| 6. | Ramona Padio (en)        | Hekari United   | 3    |
| 6. | Ava Pritchard            | Auckland United | 3    |
| 6. | Tahia Tamarii            | AS Pirae        | 3    |
| 6. | Pia Vlok                 | Auckland United | 3    |

## Récompenses
Les récompenses attribuées par l'OFC à l'issue de la compétition sont les suivantes :
- Meilleure joueuse :  Saskia Vosper (Auckland United)
- Meilleure buteuse :  Zoe Benson (8 buts, Auckland United)
- Meilleure gardienne :  Hannah Mitchell (Auckland United)
- Fair-play :  AS Pirae